# Sogdischer Felsen
Der Sogdische Felsen, auch Felsen des Ariamazes genannt, war ein hohes und allseitig steil abfallendes Felsmassiv im Osten der persischen Provinz Sogdien, auf dem sich eine wegen ihrer schwer zugänglichen Lage als uneinnehmbar geltende, bislang nicht lokalisierte Festung befand. Alexander der Große konnte diese Felsenburg während seines Asienfeldzuges – wohl im Jahre 327 v. Chr. – dennoch einnehmen.

## Datierung
Die Datierung der Eroberung des Sogdischen Felsens durch Alexander den Großen ist unsicher. Laut dem zuverlässigen Alexanderhistoriker Arrian fand sie im Frühjahr 327 v. Chr. statt, woraufhin es dem Makedonenkönig gelang, eine weitere, ähnlich starke Bergfestung, jene des Sisimithres (oder Chorienes), ebenfalls zu bezwingen. Laut Quintus Curtius Rufus und Diodor hingegen habe Alexander sich bereits im Frühjahr 328 v. Chr. in den Besitz der auf dem Sogdischen Felsen gelegenen Burg bringen können. Die meisten Althistoriker, so auch Alexander Demandt, folgen der Chronologie Arrians, die daher im Folgenden zugrunde gelegt wird.

## Vorgeschichte
Da Alexander der Große Ende 328 v. Chr. Sogdien noch immer nicht vollständig hatte unterwerfen können, beschloss er, mit seinen Truppen in der im Zentrum dieser persischen Satrapie gelegenen Stadt Nautaka zu überwintern. Nach dem Sieg gegen Alexanders gefährlichen Gegenspieler Spitamenes durch Koinos war der sogdisch-baktrische Widerstand im Wesentlichen gebrochen, und der makedonische Eroberer musste nun noch insbesondere zwei bisher unabhängige Burgherren, Ariamazes (auch als Arimazes oder Ariomazes bezeichnet) und Sisimithres (von Arrian Chorienes genannt), niederringen.

## Belagerung
Im Frühjahr 327 v. Chr. zog Alexander mit seinem Heer von Nautaka aus nach Südosten in Richtung des Sogdischen Felsens, auf dem viele Sogder Zuflucht gesucht hatten. Auch der sogdische oder baktrische Adlige Oxyartes hatte seine Frau und seine Töchter, darunter Roxane, in die dortige Burg geschickt, wo sie vor den Makedonen sicher sein sollten. Diesen schien die natürliche Festung tatsächlich nahezu unbezwingbar und die Sogder hatten sich durch Ansammlung großer Lebensmittelvorräte auch auf eine lange Belagerung vorbereitet, die außerdem durch tiefen Schnee erschwert wurde. Daher wünschte Alexander zunächst eine friedliche Einigung und bot für eine freiwillige Ergebung der Verteidiger freien Abzug für die auf den Felsen Geflüchteten an. Doch die gegnerischen Anführer höhnten nur, er werde Männer mit Flügeln brauchen, um die Burg einzunehmen.
Dieser Spott reizte Alexander. Er wollte die Felsspitze über der Burg durch freiwillige, erfahrene Bergsteiger erklettern lassen und stellte ihnen für ein so riskantes Unternehmen hohe Belohnungen in Aussicht; jener, der als Erster den Gipfel erreichen würde, sollte sogar den enormen Betrag von zwölf Talenten Silber bekommen. Es fanden sich 300 Männer bereit, die sich – professionell ausgerüstet – nachts an die Erklimmung einer extrem steilen Felswand heranwagten, die der Burgbesatzung für eine Überwachung zu gefährlich vorgekommen war. Die Kletterer schlugen in den gefrorenen Schnee oder Felsspalten eiserne Zeltpflöcke ein und befestigten daran starke Seile, an denen sie sich empor hangelten. Beim Aufstieg stürzten 30 Männer in den Tod, deren Leichname nicht mehr geborgen werden konnten. Die übrigen kamen schließlich bei Sonnenaufgang am Gipfel an und signalisierten dies den Truppen in der Ebene. Alexander wiederholte nun seine Übergabeaufforderung, die ein Herold den feindlichen Wachen mit der Bemerkung überbrachte, man habe die Männer mit Flügeln auf den Gipfel gesandt. Die überraschte Besatzung der Festung erblickte die Feinde über sich. Sie glaubte, dass das gesamte makedonische Heer die Bergspitze besetzt habe und ergab sich.

## Folgen
Nach der Vulgata-Überlieferung soll Alexander 30.000 Gefangene gemacht und Ariamazes und dessen Verwandte kreuzigen haben lassen, während Arrian nichts von solchen Grausamkeiten berichtet und Ariamazes überhaupt nicht erwähnt. Jedenfalls fiel neben vielen der anderen in die Felsenburg Geflüchteten auch Roxane in die Hand Alexanders, der sich in die schöne Frau verliebte, sie gut behandelte und kurz darauf zur rechtmäßigen Gattin nahm. Mit dieser Ehe setzte er auch ein politisches Signal an die Perser. Mit Roxanes Vater Oxyartes, der sich nicht am Sogdischen Felsen befunden hatte, söhnte sich der Makedonenkönig bald aus. Oxyartes bewog auch den Burgherrn Sisimithres, seine Festung an Alexander zu übergeben. Nach kurzen weiteren militärischen Aktionen konnte Alexander Sogdien als befriedet betrachten und kehrte nach Baktra zurück, wo er seinen Zug nach Indien vorzubereiten begann.